# Менцинген
Менцинген (нем. Menzingen ZG) — коммуна в Швейцарии, в кантоне Цуг. 
Население составляет 4247 человек (на 31 декабря 2006 года). Официальный код — 1704.

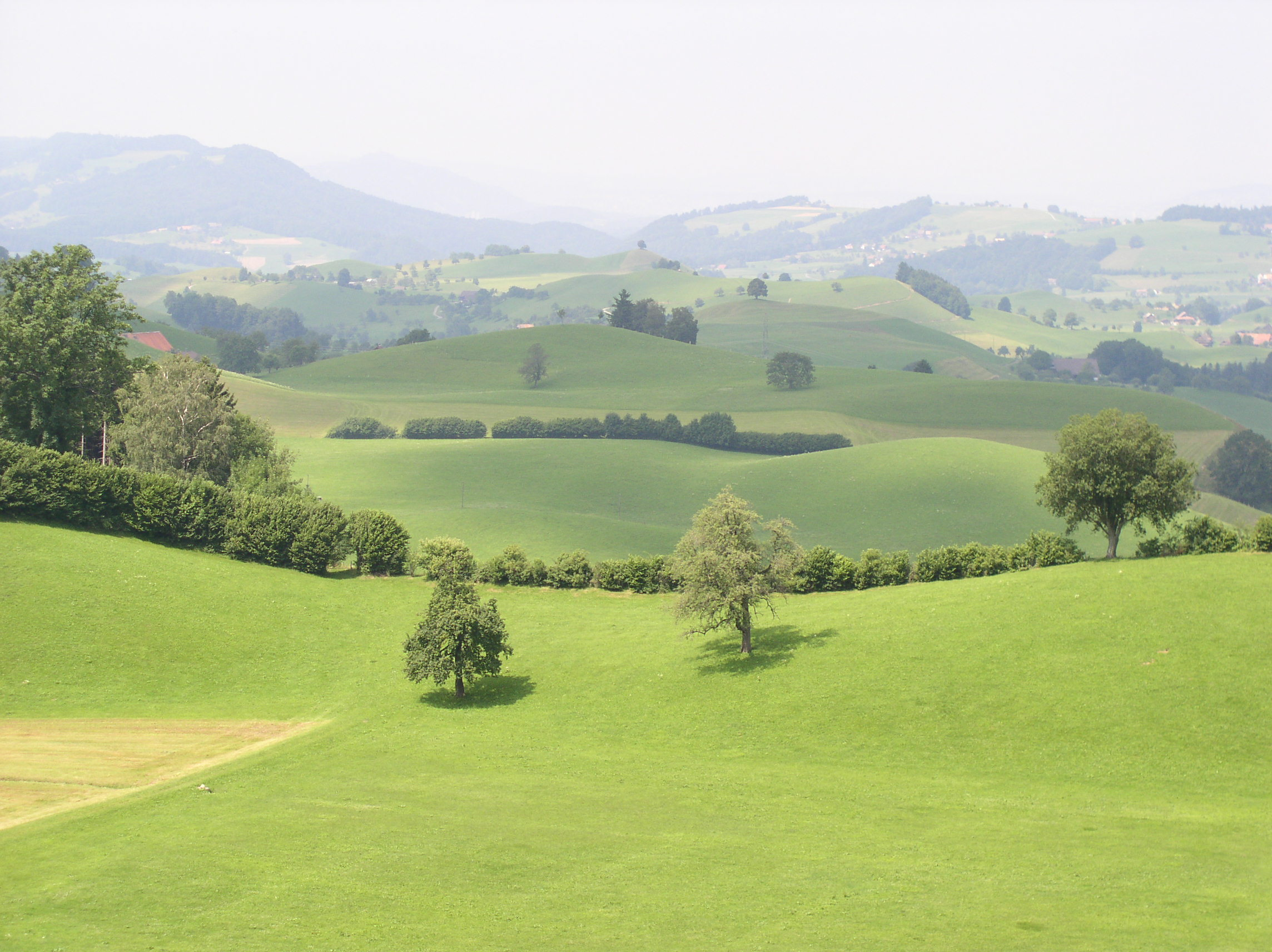
Менцинген